# Аммермюллер, Михаэль
Михаэль Аммермюллер (нем. Michael Ammermüller, родился 14 февраля 1986 года в Поккинге) — немецкий автогонщик.

## Карьера

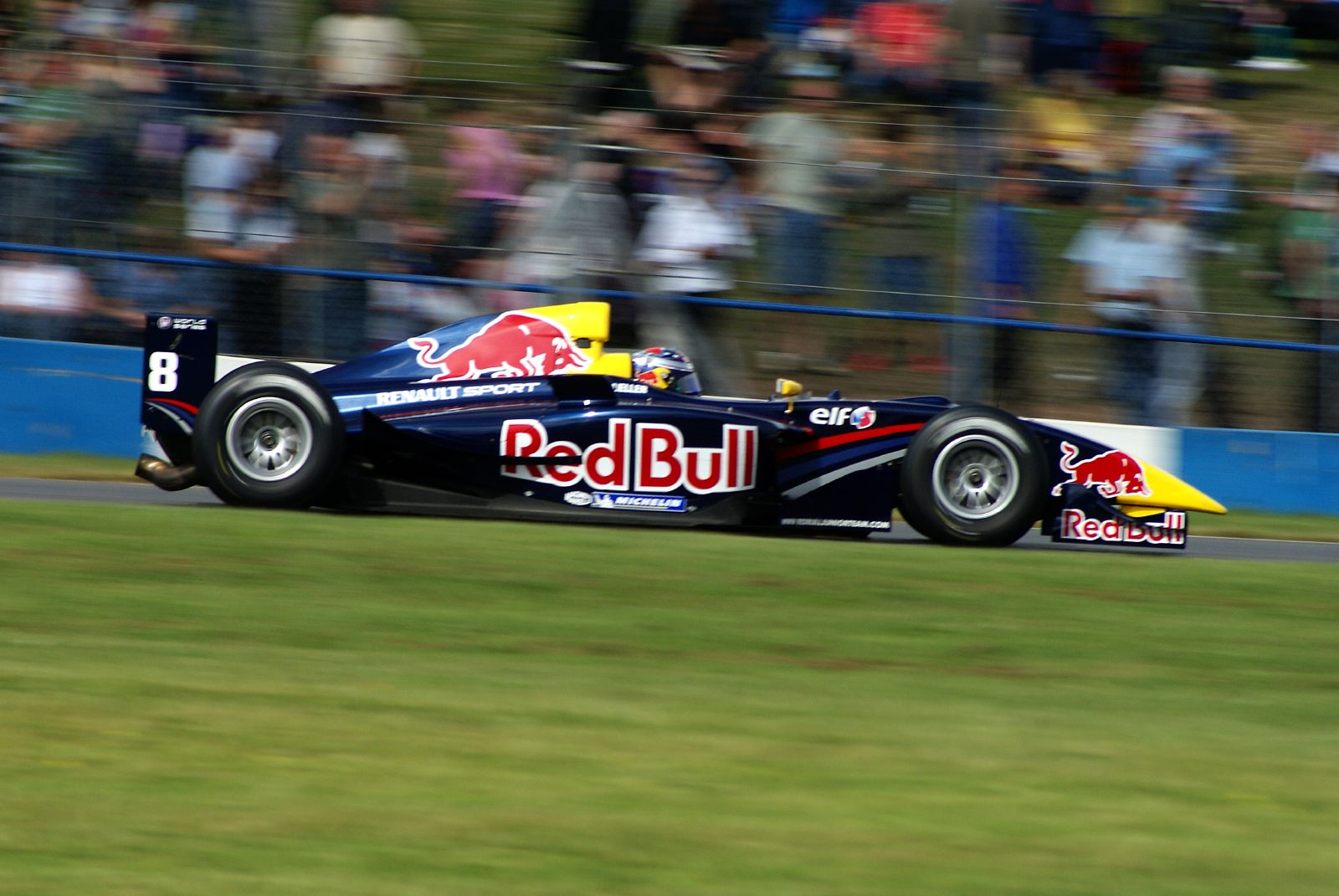
Аммермюллер управляет болидом Carlin Motorsport на этапе в Донингтон Парке в сезоне 2007 Мировой серии Рено.

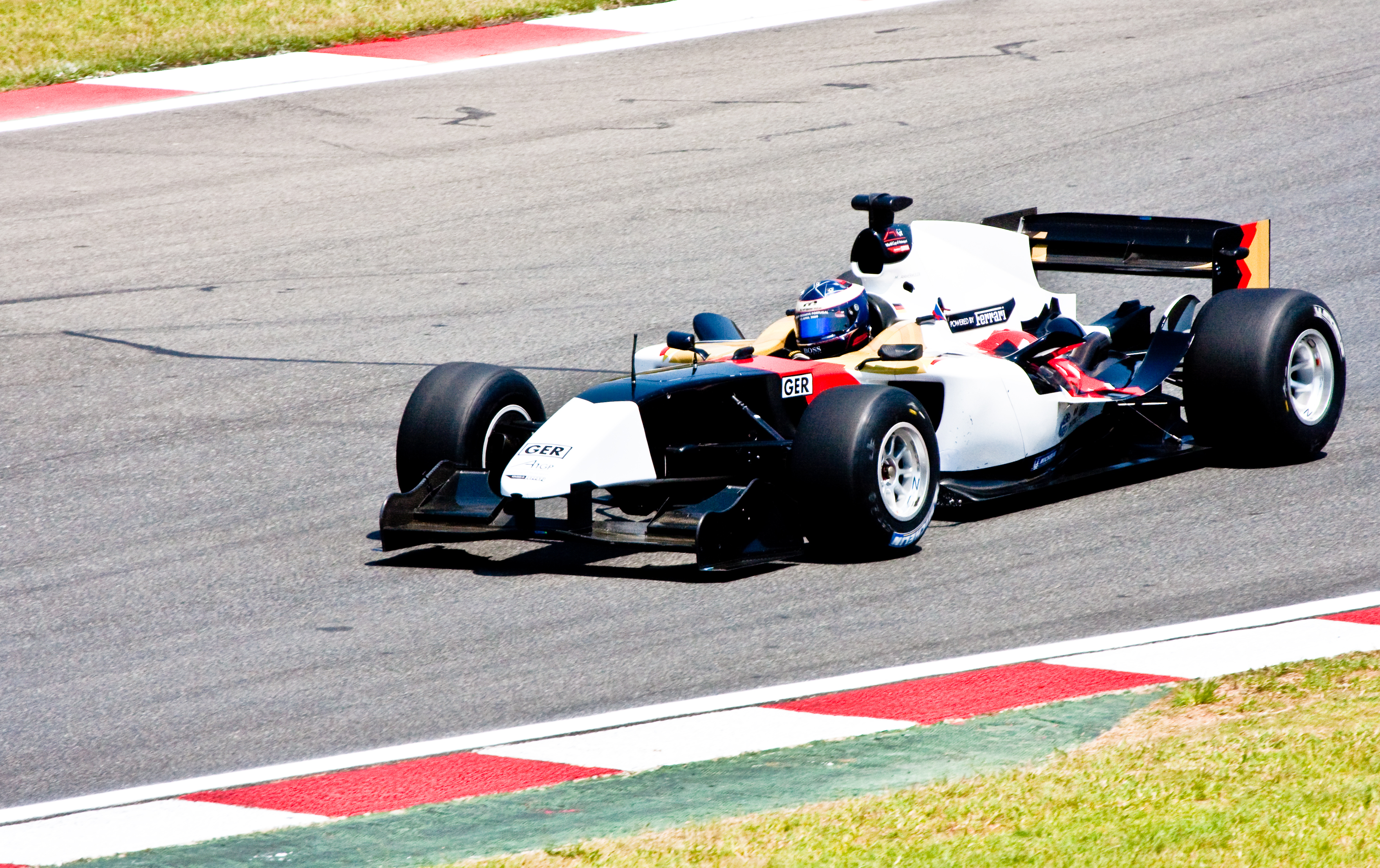
Аммермюллер выступает за команду Германии на этапе в ЮАР сезона 2008-09 А1 Гран-при.

В 2004 он выступал на болиде под номером 3 в Немецкой Формулы-Рено, также принимая участие в Формуле-Рено 2000 Еврокубок. В 2006 он выступал в серии GP2 за команду Arden International.
Он был участником программы поддержки молодых пилотов Red Bull, после того как Кристиан Клин был уволен из команды Формулы-1 Red Bull Racing за три гонки до конца сезона 2006 года, а третий пилот Роберт Дорнбос получил второе гоночное место. В итоге в команде появилась вакансия и Аммермюллер получил должность третьего пилота на трёх последних этапах. Первые тесты он провёл 14 сентября, набрав необходимое количество километров для получения суперлицензии.
После участия в трёх последних гонках 2006 в качестве третьего пилота, Red Bull подписала Аммермюллера на должность постоянного тестера в 2007.
Сезон 2007 GP2 Аммермюллера был разрушен из-за травмы и его заменил Себастьен Буэми. Тем не менее Себастьян Феттель перешёл во вторую команду Red Bull Scuderia Toro Rosso и оставил свободным место в Мировой серии Рено, куда и пришёл Аммермюллер. В 2008 он участвовал в Международной Формуле Мастер.

## А1 Гран-при
Аммермюллер принял участие в А1 Гран-при за команду Германии. В третьей гонки сезона 2007-08 в Сепанге, во втором повороте он вынес несколько гонщиков. Первой аварией стала борьба с представителем Канады за третье место в короткой гонке. В основной гонке это произошло с гонщиком команды Великобритании и он получил за это штраф. А после инцидента с пилотом команды Чехии, и получил прозвище "Hammermüller".
Он был дисквалифицирован, но спустя три недели он смог победить в Чжухае.

## Результаты выступлений

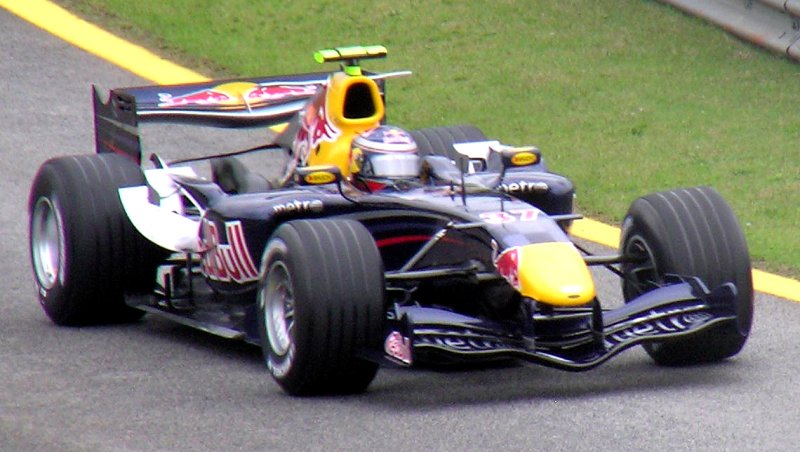
Аммермюллер управляет болидом Red Bull Racing, в качестве третьего пилота на Гран-при Бразилии 2006 года.

| Сезон   | Серия                        | Команда                        | Гонки | Поулы | Победы | Очки | Место |
| 2004    | Еврокубок Формулы-Рено       | Jenzer Motorsport              | 17    | 0     | 0      | 64   | 11    |
| 2004    | Немецкая Формула-Рено        | Jenzer Motorsport              | 14    | 1     | 0      | 238  | 3     |
| 2004    | Итальянская Формула-Рено     | Jenzer Motorsport              | 2     | 1     | 0      | 0    | НК    |
| 2005    | Еврокубок Формулы-Рено       | Jenzer Motorsport              | 16    | 6     | 6      | 149  | 2     |
| 2005    | Итальянская Формула-Рено     | Jenzer Motorsport              | 15    | 1     | 3      | 266  | 2     |
| 2006    | GP2                          | Arden International            | 21    | 0     | 1      | 25   | 11    |
| 2007    | GP2                          | ART Grand Prix                 | 6     | 0     | 0      | 1    | 26    |
| 2007    | Мировая серия Рено           | Carlin Motorsport              | 5     | 1     | 0      | 12   | 22    |
| 2007-08 | А1 Гран-при                  | Германия (команда А1)          | 14    | 1     | 1      | 41   | 8     |
| 2008    | Международная Формула Мастер | Iris Project Trident Racing    | 16    | 0     | 1      | 74   | 3     |
| 2008-09 | А1 Гран-при                  | Германия (команда А1)          | 4     | 0     | 0      | 2    | 21    |
| 2010    | ADAC GT Masters              | Team Rosberg                   | 14    | 0     | 0      | 28   | 12    |
| 2010    | FIA GT3                      | Team Rosberg                   | 8     | 0     | 0      | 6    | 29    |
| 2011    | ADAC GT Masters              | a-workx Akrapovic              | 16    | 0     | 1      | 64   | 16    |
| 2012    | Суперкубок Порше             | Lechner Racing                 | 10    | 0     | 0      | 103  | 6     |
| 2012    | Немецкий кубок Порше         | Lechner Racing                 | 9     | 0     | 0      | 82   | 11    |
| 2013    | Суперкубок Порше             | Lechner Racing                 | 9     | 0     | 0      | 115  | 3     |
| 2014    | Суперкубок Порше             | Walter Lechner Racing          | 10    | 0     | 1      | 114  | 3     |
| 2014    | Немецкий кубок Порше         | QPOD Walter Lechner Racing     | 18    | 5     | 6      | 231  | 2     |
| 2015    | Суперкубок Порше             | Lechner Racing Middle East     | 11    | 3     | 1      | 124  | 3     |
| 2015    | Немецкий кубок Порше         | The Heart of Racing by Lechner | 17    | 0     | 0      | 182  | 4     |

### Результаты выступлений в Формуле-1
| Легенда к таблице |                                                                    |
| --- | ------------------------------------------------------------------ |
| В таблице перечислены результаты всех Гран-при Формулы-1, в которых принимал участие гонщик. Строками таблицы являются сезоны, столбцами — этапы чемпионата мира. В каждой клетке указаны сокращённое название этапа и результат, дополнительно обозначенный цветом. Расшифровка обозначений и цветов представлена в нижеследующей таблице. |                                                                    |
| \| Пример \| Описание \| \| ------------ \| ------------------------------------------------------------------ \| \| 1 \| Победитель \| \| 2 \| Второе место \| \| 3 \| Третье место \| \| 5 \| Финишировал, заработав очки \| \| Сход \| Не финишировал, но при этом заработал очки \| \| 12 \| Финишировал, не получив очков \| \| НКЛ \| Финишировал, но не попал в финальную классификацию \| \| 15 \| Участвовал вне зачёта, либо по отдельной классификации \| \| 18 \| Не финишировал, но попал в финальную классификацию \| \| Сход \| Не финишировал \| \| НКВ \| Не прошёл квалификацию \| \| НПКВ \| Не прошёл предквалификацию \| \| ДСК \| Дисквалифицирован \| \| ИСК \| Исключён из протокола соревнований \| \| ТТ \| Заявлен для участия только в тренировках \| \| НС \| Участвовал в квалификации, но не стартовал в гонке \| \| Т \| Травмирован или болен \| \| ОТК \| Отказ от участия \| \| НТР \| Прибыл на соревнования, но на трассу не выезжал \| \| НПР \| Был заявлен в числе участников, но не прибыл к началу соревнований \| \| О \| Соревнования отменены \| \| \| Не участвовал \| \| Поул-позиция \| \| \| Быстрый круг \| \| |                                                                    |
| Пример | Описание                                                           |
| 1 | Победитель                                                         |
| 2 | Второе место                                                       |
| 3 | Третье место                                                       |
| 5 | Финишировал, заработав очки                                        |
| Сход | Не финишировал, но при этом заработал очки                         |
| 12 | Финишировал, не получив очков                                      |
| НКЛ | Финишировал, но не попал в финальную классификацию                 |
| 15 | Участвовал вне зачёта, либо по отдельной классификации             |
| 18 | Не финишировал, но попал в финальную классификацию                 |
| Сход | Не финишировал                                                     |
| НКВ | Не прошёл квалификацию                                             |
| НПКВ | Не прошёл предквалификацию                                         |
| ДСК | Дисквалифицирован                                                  |
| ИСК | Исключён из протокола соревнований                                 |
| ТТ | Заявлен для участия только в тренировках                           |
| НС | Участвовал в квалификации, но не стартовал в гонке                 |
| Т | Травмирован или болен                                              |
| ОТК | Отказ от участия                                                   |
| НТР | Прибыл на соревнования, но на трассу не выезжал                    |
| НПР | Был заявлен в числе участников, но не прибыл к началу соревнований |
| О | Соревнования отменены                                              |
| | Не участвовал                                                      |
| Поул-позиция |                                                                    |
| Быстрый круг |                                                                    |

| Сезон | Команда         | Шасси        | Двигатель          | Ш | 1   | 2   | 3   | 4   | 5   | 6   | 7   | 8   | 9   | 10  | 11  | 12  | 13  | 14  | 15  | 16       | 17       | 18       | Место | Очки |
| ----- | --------------- | ------------ | ------------------ | - | --- | --- | --- | --- | --- | --- | --- | --- | --- | --- | --- | --- | --- | --- | --- | -------- | -------- | -------- | ----- | ---- |
| 2006  | Red Bull Racing | Red Bull RB2 | Ferrari 056 2,4 V8 | M | БАХ | МАЛ | АВС | САН | ЕВР | ИСП | МОН | ВЕЛ | КАН | США | ФРА | ГЕР | ВЕН | ТУР | ИТА | КИТ тест | ЯПО тест | БРА тест | —     | 0    |

### Результаты выступлений в серии GP2
| Легенда к таблице |                                                                    |
| --- | ------------------------------------------------------------------ |
| В таблице перечислены результаты всех Гран-при Формулы-1, в которых принимал участие гонщик. Строками таблицы являются сезоны, столбцами — этапы чемпионата мира. В каждой клетке указаны сокращённое название этапа и результат, дополнительно обозначенный цветом. Расшифровка обозначений и цветов представлена в нижеследующей таблице. |                                                                    |
| \| Пример \| Описание \| \| ------------ \| ------------------------------------------------------------------ \| \| 1 \| Победитель \| \| 2 \| Второе место \| \| 3 \| Третье место \| \| 5 \| Финишировал, заработав очки \| \| Сход \| Не финишировал, но при этом заработал очки \| \| 12 \| Финишировал, не получив очков \| \| НКЛ \| Финишировал, но не попал в финальную классификацию \| \| 15 \| Участвовал вне зачёта, либо по отдельной классификации \| \| 18 \| Не финишировал, но попал в финальную классификацию \| \| Сход \| Не финишировал \| \| НКВ \| Не прошёл квалификацию \| \| НПКВ \| Не прошёл предквалификацию \| \| ДСК \| Дисквалифицирован \| \| ИСК \| Исключён из протокола соревнований \| \| ТТ \| Заявлен для участия только в тренировках \| \| НС \| Участвовал в квалификации, но не стартовал в гонке \| \| Т \| Травмирован или болен \| \| ОТК \| Отказ от участия \| \| НТР \| Прибыл на соревнования, но на трассу не выезжал \| \| НПР \| Был заявлен в числе участников, но не прибыл к началу соревнований \| \| О \| Соревнования отменены \| \| \| Не участвовал \| \| Поул-позиция \| \| \| Быстрый круг \| \| |                                                                    |
| Пример | Описание                                                           |
| 1 | Победитель                                                         |
| 2 | Второе место                                                       |
| 3 | Третье место                                                       |
| 5 | Финишировал, заработав очки                                        |
| Сход | Не финишировал, но при этом заработал очки                         |
| 12 | Финишировал, не получив очков                                      |
| НКЛ | Финишировал, но не попал в финальную классификацию                 |
| 15 | Участвовал вне зачёта, либо по отдельной классификации             |
| 18 | Не финишировал, но попал в финальную классификацию                 |
| Сход | Не финишировал                                                     |
| НКВ | Не прошёл квалификацию                                             |
| НПКВ | Не прошёл предквалификацию                                         |
| ДСК | Дисквалифицирован                                                  |
| ИСК | Исключён из протокола соревнований                                 |
| ТТ | Заявлен для участия только в тренировках                           |
| НС | Участвовал в квалификации, но не стартовал в гонке                 |
| Т | Травмирован или болен                                              |
| ОТК | Отказ от участия                                                   |
| НТР | Прибыл на соревнования, но на трассу не выезжал                    |
| НПР | Был заявлен в числе участников, но не прибыл к началу соревнований |
| О | Соревнования отменены                                              |
| | Не участвовал                                                      |
| Поул-позиция |                                                                    |
| Быстрый круг |                                                                    |

| Год  | Команда             | 1        | 2       | 3       | 4          | 5        | 6          | 7        | 8        | 9        | 10         | 11         | 12       | 13      | 14      | 15         | 16         | 17       | 18       | 19         | 20       | 21         | ЛЗ | Очки |
| ---- | ------------------- | -------- | ------- | ------- | ---------- | -------- | ---------- | -------- | -------- | -------- | ---------- | ---------- | -------- | ------- | ------- | ---------- | ---------- | -------- | -------- | ---------- | -------- | ---------- | -- | ---- |
| 2006 | Arden International | ВАЛ 1 7  | ВАЛ 2 1 | САН 1 2 | САН 2 Сход | ЕВР 1 10 | ЕВР 2 6    | ИСП 1 3  | ИСП 2 8  | МОН 1 7  | ВЕЛ 1 Сход | ВЕЛ 2 Сход | ФРА 1 12 | ФРА 2 8 | ГЕР 1 9 | ГЕР 2 Сход | ВЕН 1 Сход | ВЕН 2 11 | ТУЦ 1 13 | ТУЦ 2 Сход | ИТА 1 12 | ИТА 2 Сход | 11 | 25   |
| 2007 | ART Grand Prix      | БАХ 1 10 | БАХ 2 7 | ИСП 1 Т | ИСП 2 Т    | МОН 1 Т  | ФРА 1 Сход | ФРА 2 19 | ВЕЛ 1 10 | ВЕЛ 2 12 | ЕВР 1      | ЕВР 2      | ВЕН 1    | ВЕН 2   | ТУЦ 1   | ТУЦ 2      | ИТА 1      | ИТА 2    | БЕЛ 1    | БЕЛ 2      | ВАЛ 1    | ВАЛ 2      | 26 | 1    |